# オスカル・ガレ
オスカル・アルフレド・ガレ（スペイン語: Oscar Alfredo Garré、1956年12月9日 - ）は、アルゼンチンの元サッカー選手、現サッカー指導者。元アルゼンチン代表。選手時代のポジションはDF。

## クラブ歴
1974年にフェロカリル・オエステで選手となり、1982年の無敗優勝や1984年の優勝にも貢献した。1988年にCAウラカンに移籍したが、翌年フェロカリル・オエステに復帰。
1994年にイスラエルのハポエル・クファル・サバに移籍、翌年ハポエル・ベエルシェバFCに移籍し1996年に引退した。

## 代表歴
1983年にアルゼンチン代表初出場。同年のコパ・アメリカ1983、1986 FIFAワールドカップ、コパ・アメリカ1987に参加、1986 FIFAワールドカップでは優勝した。

## 監督歴
1996年にフェロカリル・オエステで監督となった。翌年にCAラヌースの監督に就任。その後はチリでの監督業を経てアルゼンチンに復帰、2011年にはU-17アルゼンチン代表監督にも就任した。
2019年にフェロカリル・オエステのスポーツディレクターに就任した。

## 家族
息子のエミリアーノ・ガレ、エセキエル・ガレ、孫のベンハミン・ガレもサッカー選手。